# Ion Geru
Ion Geru (n. 8 decembrie 1937, Cotiujenii Mari, azi raionul Șoldănești) este un fizician moldovean, care a fost ales ca membru corespondent al Academiei de Științe a Moldovei (2000). A absolvit Universitatea de Stat de la Chișinău în anul 1959; Doctorand la Institutul de fizică a semiconductoarelor de la Kiev (1962-1965); Doctor Habilitat în științe fizico-matematice (1984), profesor universitar (1986).

## Distincții
- Ordinul „Gloria muncii”